# 181518 Ursulakleguin
181518 Ursulakleguin è un asteroide della fascia principale. Scoperto nel 2006, presenta un'orbita caratterizzata da un semiasse maggiore pari a 3,0813407 au e da un'eccentricità di 0,2284770, inclinata di 5,95921° rispetto all'eclittica.